# ستيف ميلر (موسيقي)
ستيف ميلر (بالإنجليزية: Steve Miller)‏ هو موسيقي ومغني وكاتب أغاني وعازف قيثارة أمريكي، ولد في 5 أكتوبر 1943 في ميلواكي في الولايات المتحدة.

## وصلات خارجية
- ستيف ميلر على موقع IMDb (الإنجليزية)
- ستيف ميلر على موقع ميوزك برينز (الإنجليزية)
- ستيف ميلر على موقع أول ميوزيك (الإنجليزية)
- ستيف ميلر على موقع ديسكوغز (الإنجليزية)
- ستيف ميلر على موقع قاعدة بيانات الفيلم (الإنجليزية)